# Pseudomezium coquereli
Pseudomezium coquereli là một loài bọ cánh cứng trong họ Ptinidae. Loài này được Fairmaire miêu tả khoa học năm 1876.